# Matti Breschel
Matti Breschel, född 31 augusti 1984 i Ballerup, Köpenhamn, är en dansk professionell tävlingscyklist. Han tävlar för EF Education First Pro Cycling Team. Breschel har vunnit etapper på Vuelta a España och Katalonien runt. Han blev dansk nationsmästare i linjelopp under säsongen 2009.

## Amatörkarriär
Matti Breschel cyklade för det mindre danska stallet Team PH under sina amatörår. Han slutade på sjätte plats på U23-världsmästerskapen i Verona 2004, där han hjälpte sin landsman Mads Christensen att ta bronsmedaljen. Breschel slutade trea på de danska nationsmästerskapen 2004 bakom Michael Blaudzun och Stig Dam.

## Professionell karriär
Matti Breschel blev professionell med det danska stallet Team CSC inför säsongen 2005.
Breschel startade säsongen på Tour of Qatar, han och stallkamraten Lars Michaelsen slutade sida vid sida på etapp 3 av tävlingen, men Michaelsen blev utsedd till segrare. Michaelsen vann Tour of Qatar det året framför Matti Breschel och deras stallkamrat Fabrizio Guidi. På nationsmästerskapen i juni slutade Matti Breschel på tredje plats bakom Lars Bak och Lars Michaelsen.
Säsongen 2006 började återigen bra i Tour of Qatar, där han vann tävlingen som bästa unga cyklist för andra året i rad. Han slutade och trea på etapp 3 bakom spurtarna Tom Boonen och Erik Zabel. I mars slutade han trea i Memorial Samyn, där bara Philippe Gilbert slutade före honom i klungspurten. Segraren Renaud Dion hade då redan varit i mål i 14 sekunder. Breschel slutade på andra plats på etapp 2 i Driedaagse van West-Vlaanderen bakom Robbie McEwen. De två cyklisterna spurtade emot varandra på den sista etappen, etapp 3, och de kraschade båda två. Breschel bröt en ryggkota medan Robbie McEwen blev deklasserad. Breschel slutade trots det loppet på tredje plats bakom Niko Eeckhout och McEwen.
Han kom tillbaka i god form under säsongen 2007. Han slutade på 14:e plats på Paris-Roubaix, en tävling som stallkamraten Stuart O'Grady vann. Han tog sin första professionella seger i augusti 2007 när han vann etapp 2 av Danmark Rundt. Under säsongen vann han också etapp 2 av Tour of Ireland framför Edvald Boasson Hagen och Bernhard Eisel. På etapp 18 av Giro d'Italia 2007 slutade dansken på tredje plats bakom Alessandro Petacchi och Ariel Maximiliano Richeze. Han tog också tredje platsen på etapp 3 av både Ster Elektrotoer och Sachsen Tour.
Sitt stora genombrottsår var säsongen 2008, då han tog hem segern i Philadelphia International Championship, men också i Commerce Bank Triple Crown of Cycling, en tävling som består av tre lopp: Philadelphia International, Lancaster Classic och Reading Classic. Den som har cyklat bäst i de tre tävlingarna vinner Commerce Bank Triple Crown of Cycling.
I maj 2008 slutade Breschel trea på etapp 2 av Romandiet runt bakom McEwen och Daniele Bennati. I juni vann han etapp 1 av Ster Elektrotoer. Senare samma månad slutade han tvåa i de danska nationsmästerskapen bakom Nicki Sørensen. På Post Danmark Rundt vann dansken etapperna 2 och 3, innan det var dags för honom att åka över till Spanien för Vuelta a España. Han slutade etapp 17 på andra plats bakom Wouter Weylandt. Breschel tog hem segern på den sista etappen av det spanska etapploppet framför vitryssen Aljaksandr Usau. Han åkte över till Italien för världsmästerskapen och Breschel tog bronsmedaljen i tävlingen bakom italienarna Alessandro Ballan och Damiano Cunego.
Breschels säsong 2009 började redan i januari när han tog andra plats på etapperna 4 och 6 av Tour de San Luis i Argentina. I april slutade dansken på sjätte plats på Flandern runt bakom Stijn Devolder, Heinrich Haussler, Philippe Gilbert, Martijn Maaskant och Filippo Pozzato. Breschel vann etapp 2 av Katalonien runt innan han tog en etappseger i Luxemburg runt några veckor senare. Matti Breschel slutade på fjärde plats på Luxemburg runt bakom Fränk Schleck, Andreas Klöden och Marco Marcato. I juni vann han etapp 4 av Schweiz runt framför Maksim Iglinskij innan han tog hem nationsmästerskapen 2009. Breschel vann etapp 1 av Post Danmark Rundt 2009 framför Simon Gerrans och Martin Pedersen. Han slutade tvåa på etapp 2, 3 och 6 bakom stallkamraterna Nicki Sørensen respektive Jakob Fuglsang. Matti Breschel slutade på andra plats på Cyclassics Hamburg bakom Tyler Farrar. Breschel slutade på tredje plats på etapp 1 och 3 av Tour of Ireland. Han tog hem tredje platsen i den irländska tävlingens slutställning. Han slutade på sjunde plats på världsmästerskapens linjelopp bakom Cadel Evans, Aleksandr Kolobnev, Joaquim Rodriguez, Samuel Sanchez, Fabian Cancellara och Philippe Gilbert.
Matti Breschel slutade på fjärde plats på etapp 2 av Tour of Oman 2010. Han slutade trea på etapp 1 av Tirreno-Adriatico bakom Linus Gerdemann och Pablo Lastras. Breschel tog årets första seger när han vann Dwars door Vlaanderen. 

## Privatliv
Matti Breschel är son till den före detta cyklisten Tom Breschel.